# Casa Esperança Rabassa de Colombí
La Casa Esperança Rabassa de Colombí és un edifici situat a la Rambla de Barcelona, a tocar de l'accés a la Plaça Reial (carrer de Colom), catalogat com a Bé Cultural d'Interès Local. Actualment hi ha l'Hotel Fornos.

## Història
Benet Colombí i Esteva era un malgratenc que a principis del segle xix marxà a L'Havana per a treballar com a practicant de farmacèutic a la botiga del seu oncle, i el 1813 ja hi tenia el seu propi negoci. El 1825 va adquirir a Francesca Fernàndez una casa a la Rambla al costat de l'hort del Convent dels Caputxins, i va redimir la major part de cens que hi tenien els Bacardí a canvi del pagament de 5.000 lliures. El 1827, va adquirir al fuster Antoni Rebull i al seu fill Manuel Rebull i Puig, que li devien diners, una altra casa veïna a la seva per 17.000 lliures.
El 1832, la seva vídua Esperança Rabassa va demanar permís per a obrir-hi dues portes de botiga i una finestra als baixos. Arran de la urbanització de la Plaça Reial, el 1854 li fou expropiada una part de la propietat, i el 1856 va encarregar a l'arquitecte Francesc Vila el projecte d'una nova façana al carrer de Colom.

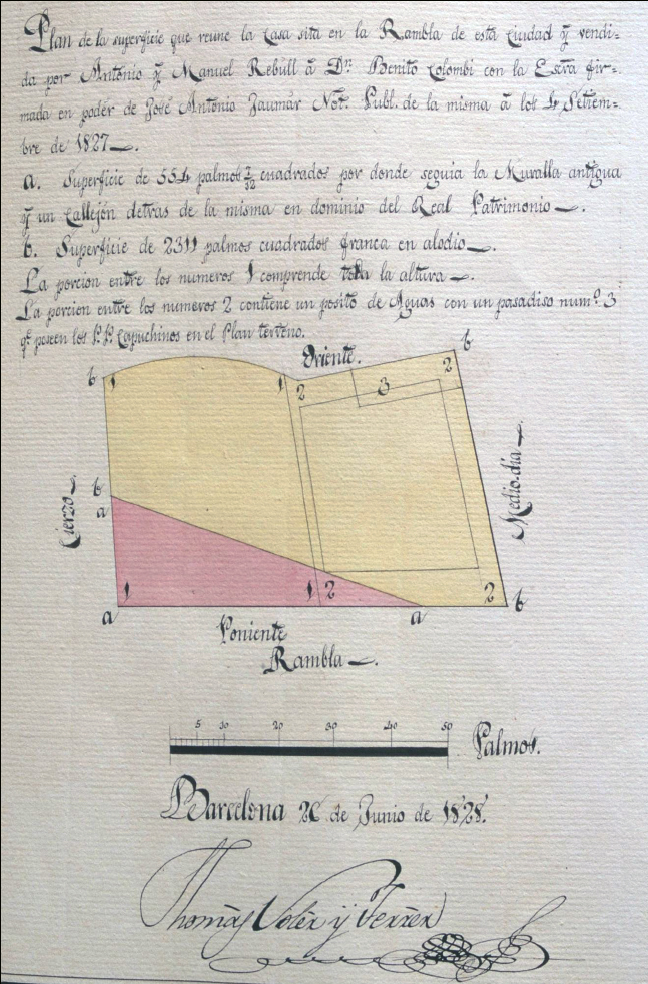
Plànol de la casa venuda per Antoni i Manuel Rebull a Benet Colombí

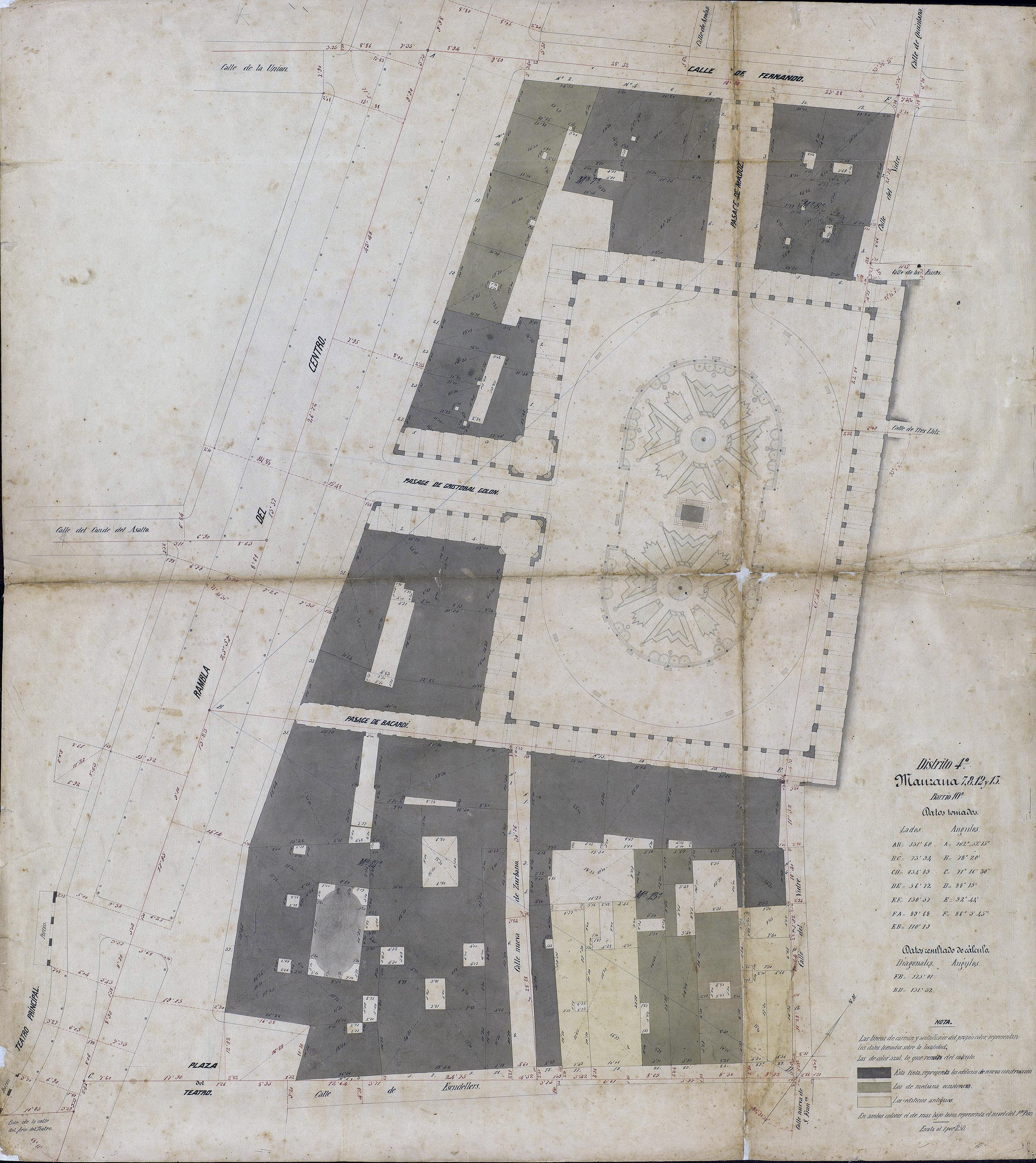
Quarteró núm. 116 de Garriga i Roca (c. 1860)

## Descripció
Es tracta d'un edifici format per dos cossos diferents: el de la Rambla té planta baixa, entresòl, tres pisos i golfes, mentre que el del carrer de Colom, de planta baixa i entresol porxats i tres pisos, segueix el model de Francesc Daniel Molina per al conjunt de la Plaça Reial.
L'aparell de la façana és el maó amb estucat amb especejament horitzontal que dona l'aparença de grans blocs escairats. Aquest tractament és totalment diferent a la planta baixa i l'entresòl. El primer tram de l'edifici, la planta baixa i l'entresòl, té gran interès donada la presència d'un balcó sense desenvolupament extern amb balustrada a l'entresòl. En aquest conjunt hi ha nou pilastres estriades i finalitzen al final de l'entresòl amb capitells. La primera planta pis té set obertures homogènies unides entre elles per una gran balconada. A partir d'aquest moment, la segona i tercera planta, presenten els mateixos tipus de balcó. No obstant, cadascun té el seu propi balcó independent. En general, tota la forja emprada per les baranes és molt similar, amb temes trenats als extrems de cada balcó. En canvi, els casos més oposats, a banda i banda de l'immoble, tenen baranes senzilles. La darrera planta, separada per una imposta de les plantes anteriors, s'hi obren petites obertures. L'edifici es corona amb balustrada i grans gerros situats sobre les parts massisses.